# 村上学縁
『村上学縁』（むらかみがくえん）は、FAMILY CLUB onlineで2024年5月9日から不定期で配信されている村上信五の配信コンテンツ。

## 概要
本コンテンツは、村上信五が専門家などを「講師」として招き、視聴者と共に経済や社会問題、最新技術などについて学ぶコンテンツである。村上は「学級委員長」として出演している。
配信は基本的には生配信だが、講義本編が事前収録の場合もある。なお、事前収録の場合は、講義本編の配信後に村上が生配信を実施している。
視聴チケットの料金は「学縁費」と称され、SUPER EIGHTのファンクラブ会員価格と一般価格で分かれているほか、Class5（第5回）より「学割」として22歳以下が一般価格よりも安い価格で視聴チケットが購入できる新たな価格帯が導入された。
本コンテンツでは、視聴チケット購入後に公式サイトにて講義内で発表されるキーワードを入力すると、「NFT受講証明書」が発行される。
Class2・4・8・10では、それぞれ配信に先駆け「事前課題」が発表され、各回の講義内容にまつわる設問と、視聴前におさえておくべき用語が準備された。
Class9では、村上が自ら講師として出演し、「SHR-スーパーホームルーム-」と題した配信が実施された。

2025年2月から3月には、本コンテンツ初となる特別講座『みんなで学ぼう!もっと行動経済学』が配信された。

## 配信リスト
- 本コンテンツでは、生配信時の映像に加え、用語解説などのテロップを追加した編集版が見逃し配信されている[12]。
- 2025年1月時点で配信終了日は未定となっており、第1回から最新回まで視聴チケットを購入すれば視聴が可能となっている[5]。

### 2024年
| Class | 配信日   | 開始時間 | 講師                    | テーマ                                             | 販売開始日 | 見逃し配信日 | 備考     |
| ----- | -------- | -------- | ----------------------- | -------------------------------------------------- | ---------- | ------------ | -------- |
| 1     | 5月9日   | 20:00    | 宮崎哲弥                | 経済から始める時事学                               | 5月1日     | 5月17日      |          |
| 2     | 6月8日   | 16:00    | 相良奈美香              | 知っていると生活が楽しくなる行動経済学             | 6月1日     | 6月8日       |          |
| 3     | 7月15日  | 16:00    | 徐真然                  | 中国における日本エンタメの観察                     | 7月4日     | 7月15日      | [ 注 3 ] |
| 4     | 8月14日  | 20:00    | 長内厚                  | 半導体から始めるイノベーションの作り方             | 8月6日     | 8月14日      |          |
| 5     | 9月30日  | 20:00    | 清塚信也                | 清塚式クラシックの音楽史                           | 9月23日    | 10月1日      |          |
| 6     | 10月24日 | 20:00    | 本郷和人                | 東大教授と学ぶ「侍の時代、その変遷」               | 10月18日   | 10月24日     |          |
| 7     | 11月21日 | 21:00    | 今村翔吾                | 次世代の本屋像と歴史のif（もしも）を楽しむ物語講座 | 11月14日   | 11月21日     |          |
| 8     | 11月27日 | 20:00    | 宮崎哲弥                | 選挙で政治は変わるの？-アメリカと日本の場合-       | 11月21日   | 11月27日     | [ 注 4 ] |
| 9     | 12月9日  | 20:00    | 村上信五（SUPER EIGHT） | SHR-スーパーホームルーム-                          | 11月27日   | 12月9日      | [ 注 5 ] |

### 2025年
| Class | 配信日  | 開始時間 | 講師       | テーマ                                                         | 販売開始日 | 見逃し配信日 | 備考     |
| ----- | ------- | -------- | ---------- | -------------------------------------------------------------- | ---------- | ------------ | -------- |
| 10    | 1月16日 | 20:00    | 芳村思風   | 感性で自分らしく幸せに生きる「感性論哲学」                     | 1月10日    | 1月16日      |          |
| 11    | 4月12日 | 18:00    | 相良奈美香 | みんなで学ぼう!もっと行動経済学 超対面講義                     | 4月4日     | 4月13日      | [ 注 6 ] |
| 12    | 5月21日 | 20:00    | 行徳哲男   | 感性の授業〜激変の時代に、自分らしく生きるヒント集〜           | 5月14日    | 5月21日      |          |
| 13    | 7月31日 | 20:00    | 田口昂哉   | 意外と身近な核融合-地球と人類を救うエネルギー-                 | 7月22日    | 8月1日       |          |
| 14    | 8月14日 | 19:00    | 垣内俊哉   | ユニバーサルマナーのすすめ-自分とは違う誰かを思いやれる社会へ- | 8月5日     | 8月14日      |          |

## 特別講座
『みんなで学ぼう!もっと行動経済学』（みんなでまなぼう もっとこうどうけいざいがく）は、FAMILY CLUB onlineで2025年2月9日から3月8日まで配信された村上信五の配信コンテンツ。『村上学縁』の特別講座にあたる。

### 概要（特別講座）
本コンテンツは、『村上学縁』のシリーズ特別講座として全5回で配信され、2025年2月9日から3月8日にかけて毎週土曜日に1本ずつ新たな講義が追加された。基本的に『村上学縁』は生配信で行っているが、本コンテンツは収録での配信となっている。
『村上学縁』Class2で相良奈美香を講師に招き、「知っていると生活が楽しくなる行動経済学」をテーマに講義を行ったところ、その生配信後に視聴者「実用的だった」「もう一度受講したい」という声が多数あり、村上が相良に再度オファーをすると、相良が「行動経済学が少しでも新年度の役に立てば良いな」という想いを持ち、本コンテンツの配信が決まったという。
今回は行動経済学の基礎知識から各種理論について、より体系的に深く学ぶことができる講座となっている。
2025年1月26日に本コンテンツの視聴チケットの販売が開始された。なお、視聴チケットは一度の購入でPart 1からPart 5まで全て視聴可能となっている。
さらに、本講義を全5回受講後に専用サイトで受験できるウェブテストの合格者を対象に本コンテンツ初となる対面講義が同年4月12日に開催された。また、対面講義は『村上学縁』のClass 11として生配信された。なお、対面講義の生配信は前述の5本の特別講座の配信を受講していなくても視聴可能となっている。

### 配信日程（特別講座）
| Part | 配信日       | 備考 |
| ---- | ------------ | ---- |
| 1    | 2025年2月8日 |      |
| 2    | 2月15日      |      |
| 3    | 2月22日      |      |
| 4    | 3月01日      |      |
| 5    | 3月08日      |      |